# 鎂諾克斯反應爐

顯示氣體流動的鎂諾克斯反應爐 (Magnox) 核反應器示意圖。熱交換器位於混凝土輻射屏蔽之外。這代表了早期 Magnox 設計，採用圓柱形鋼製壓力容器。

鎂諾克斯反應爐為第一代核子反應爐，使用石墨作中子減速劑，二氧化碳作冷卻劑（運轉壓力為20巴，出口溫度為攝氏400度），天然鈾（鈾-235濃度約為0.72%）為燃料。燃料包在「鎂諾克斯」牌的鎂合金內，這款核子反應爐因此名為「鎂諾克斯反應爐」。與大多數其他「第一代反应堆」一樣，Magnox 的設計具有雙重目的，即為英國新生的核武計劃生產電力和鈽-239。這個名稱特別指英國的設計，但有時也泛指任何類似的反應器。

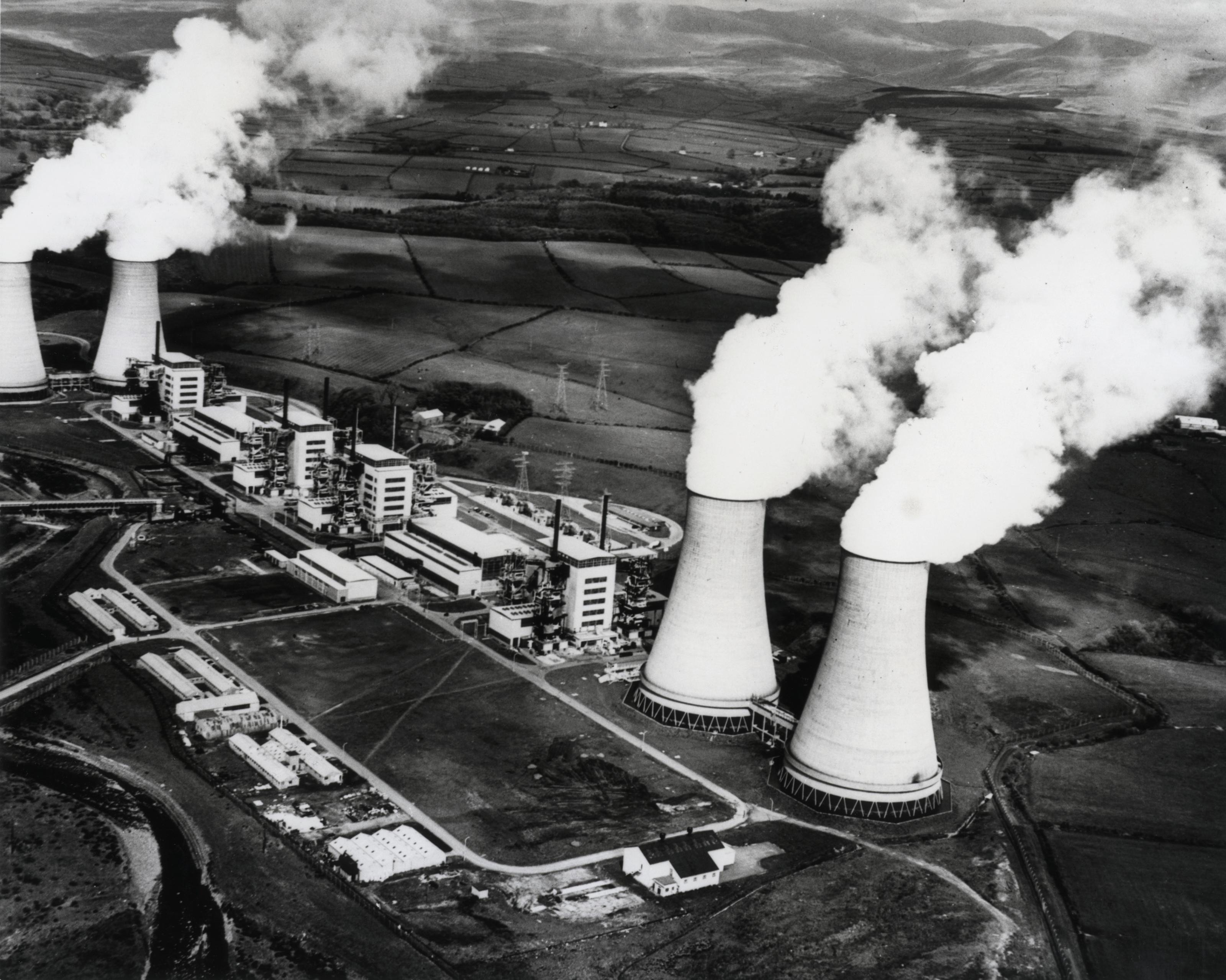
英國 Calder Hall - 全球第一座商用核電站。 於 1956年8月27日首次與國家電網連接，並於 1956年10月17日由英國女王伊莉莎白二世正式啟用。

爐心直徑十四公尺，高八公尺，熱效率為31%。但和其他核能反應爐相比，能量密度很低。曾建於英國、法國、義大利和日本。最早的一台於1956年啟動，最後一台於2015年12年停機。這兩台都在英國。
Magnox 設計的「雙重用途」能力，使得英國在B205核燃料再处理設施 (Magnox Reprocessing Plant) 的協助下，建立了大量燃料等級／反应堆级钚儲存。在 1960 年代的美國-英國「反應堆等級」鈈引爆試驗後，反應堆設計的低燃耗值特性將成為改變美國管制分類的罪魁禍首。儘管在後來的幾十年中，隨著發電成為主要的營運目標，鎂諾克斯反應爐的設計也有所改善，但仍無法與效率更高、燃料「燃耗值」更高的壓水式反應堆競爭。
這種類型的反應爐總共只建造了幾十座，其中大部分在 1950 年代至 1970 年代在英國建造，很少出口到其他國家。第一個上線的Magnox 反應爐是1956 年的Calder Hall（位於塞拉菲爾德），通常被認為是世界上第一個商業核電站， 而英國最後關閉的反應爐是 2015 年位於Wylfa（位於安格尔西岛）的1 號反應爐。至 2016 年，朝鲜民主主义人民共和国仍是唯一繼續使用 Magnox 型風格的反應堆的運營者，位於宁边原子能研究所。Magnox 設計已被進階版氣冷反應爐所取代，其冷卻方式類似，但包含改善其經濟效能的變更。

## 退役
核退役管理局 (NDA) 負責英國 Magnox 發電廠的退役，估計成本為 £126 億英鎊。關於是否應採用25年或100年退役策略存在爭議。 80年後，去除燃料的核心中的短壽命放射性物質將會衰變到人類可以進入反應器結構的程度，簡化了拆除工作。更短的退役策略需要機器人核心拆卸技術。目前大約 100 年的退役計畫稱為 安全儲存 (Safestore)。也考慮了 130 年延期安全儲存策略，預計節省成本 £14 億英鎊，但未選擇。

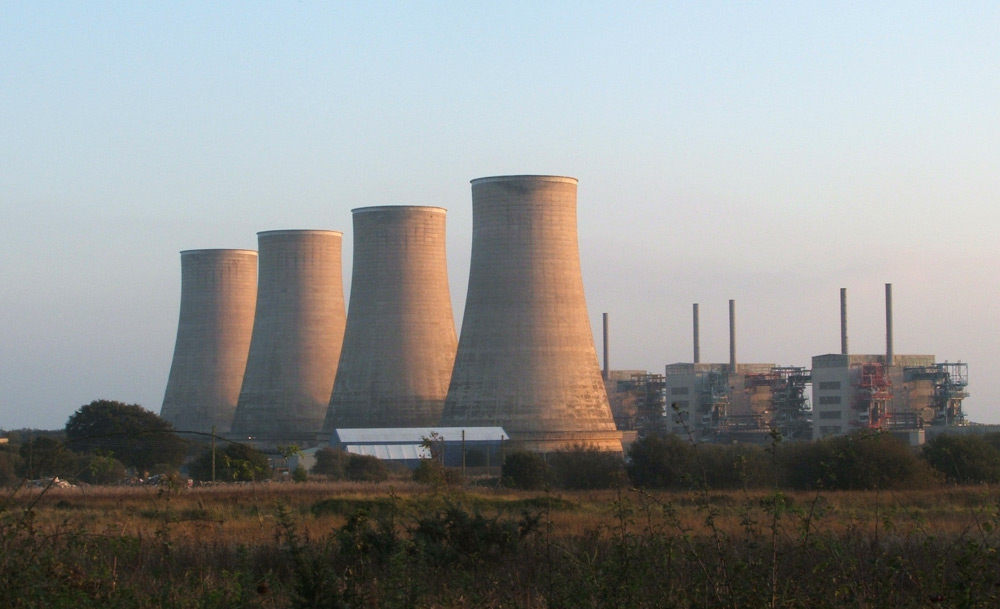
2007年冷卻水塔拆除前的 Chapelcross核電站

此外，塞拉菲尔德場址除其他活動外，還對 Magnox 廢燃料進行核燃料再处理，其退役成本估計為 £315 億英鎊。Magnox 燃料在普雷斯頓附近的 Springfields 生產，估計退役成本為 £3.71 億英鎊。Magnox 活動的退役總成本可能超過 £200 億英鎊，平均每個生產反應堆場約 £20 億英鎊。
Calder Hall 於 1956 年啟用，是世界上第一座商業核電站，也是英國工業遺產的重要部分。核退役管理局正在考慮是否將 Calder Hall 1 號反應堆保留為博物館遺址。
英國所有的 Magnox 反應堆場址 (除了 Calder Hall 之外) 均由 Magnox Ltd 營運，該公司是核退役管理局的子公司。